# Partiti antisemiti
I Partiti antisemiti sono un gruppo di partiti politici dell'Impero tedesco (1871-1918) che fecero dell'antisemitismo un elemento essenziale del loro programma. Riuscirono a conquistare alcuni collegi elettorali, ma nel complesso rimasero politicamente insignificanti. Furono molto interessati alla politica economica, mentre il loro bacino elettorale si compose principalmente dai protestanti delle zone rurali.
Anche altri partiti sostennero posizioni antisemite (come il Partito Conservatore Tedesco dal 1892) o lo sono diventati dopo il 1918. Altri, infine, ebbero iscritti antisemiti o che condivisero opinioni individuali antisemite, ma non sono inclusi nel novero dei partiti antisemiti.
I singoli partiti antisemiti ebbero successo in diverse regioni e talvolta lavorarono insieme nel Reichstag. Dal 1903 al 1918 venne costituito il gruppo parlamentare dell'Unione Economica che riuniva principalmente i parlamentari affiliati a questi partiti, ma anche altri membri.
I partiti antisemiti includono:
- Partito Sociale Tedesco, fondato nel 1889;
- Partito Riformatore Tedesco, fondato nel 1890 (fino al 1893 Partito Popolare Antisemita);
- Partito Riformatore Sociale Tedesco, 1894–1900 nato dalla fusione dei due precedenti;
- Partito Cristiano Sociale, fondato nel 1878

Hannah Arendt ha scritto sui partiti antisemiti:
(Hannah Arendt, Elemente und Ursprünge totaler Herrschaft: Antisemitismus. Imperialismus. Totale Herrschaft, Piper Taschenbuch; Auflage: Neuausg. (1. Dezember 1991) ISBN 9783492210324, S. 105.)